# Treichville

Commune de Treichville dans le district d'Abidjan.

Pour les articles homonymes, voir Treich.
Treichville est une commune d'Abidjan, en Côte d'Ivoire, située sur l’île de Pétit-Bassam, avec les communes de Marcory et Koumassi. En 2021, sa population est estimée à 106 552 habitants selon le Recensement Général de la Population et de l'Habitat (RGPH).
Historiquement, Treichville est la commune des vieilles familles autochtones d’Abidjan, contrastant avec celle du Plateau, la commune des colons. Elle est aujourd'hui l'une des zones les plus animées, surtout la nuit .

## Histoire
Le 27 décembre 1934, Dieudonné Reste, lieutenant-gouverneur de la Côte d'Ivoire prend un arrêté attribuant à l'agglomération d'Anoumabo, un faubourg d'Abidjan, le nom de « Treichville » en hommage à Marcel Treich-Laplène (1860-1890), premier explorateur européen de la Côte d'Ivoire et premier administrateur colonial de cette dernière.

## Population
Treichville est l’une des communes les moins peuplées d’Abidjan (environ 200 000 habitants, alors qu’Abobo ou Yopougon en comptent chacune plus de 1 million).

## Administration
Son maire actuel, élu aux élections municipales d'avril 2013, est François Amichia, ancien ministre du tourisme.
En 2012, la commune de Treichville compte 1 police municipale, 3 commissariats de police et 1 brigade de gendarmerie nationale.

## Géographie
Treichville est l’une des 13 communes du district d’Abidjan. Elle est située au sud de la ville et s’étend sur une superficie de 900 hectares. Limitée à l’est par les communes de Marcory et de Koumassi, au nord par celles du Plateau et de Cocody, au sud par la commune de Port-Bouët et à l’ouest par la lagune Ébrié, la commune de Treichville a un relief plat.
Les rues ne portent pas de nom mais elles sont numérotées de 1 à 25[réf. nécessaire].
La rue 12 est un des axes les plus célèbres, ainsi que l'avenue 16.
La commune de Treichville compte 43 quartiers dont :
- le quartier France-Amérique
- le quartier Yobou-Lambert dit « quartier Biafra »

## Infrastructures

### Habitations
Le type d’habitat le plus courant est l’habitat évolutif ou « cours commune », où loge plus de la moitié de la population surtout les ménages les plus modestes. La « cour commune » une construction formée par un ensemble de maisons donnant généralement sur une cour centrale. La cuisine et les toilettes sont souvent communes.
Le seul bidonville de la commune est le bidonville de Kouassi Lenoir, établi sur une propriété domaniale du Port autonome d’Abidjan.

### Éducation
- INFAS
- ESATIC
- Lycée moderne de Treichville
- INSTEC
- Collège moderne Autoroute
- Collège Cours Loko Treich-Laplène
- Collège Moridja
- Collège mixte catholique Saint-Jean-Bosco (collège et lycée)

### Santé
- Institut National de l'Hygiène Publique
- Centre de Transfusion Sanguine
- Centre hospitalier universitaire de Treichville
- Polyclinique internationale Hôtel-Dieu Abidjan

### Sport
- Piscine d’État de Treichville
- Palais des sports
- Hippodrome d'Abidjan

### Culture
- Palais de la culture Bernard Binlin-Dadié

## Monuments et infrastructures

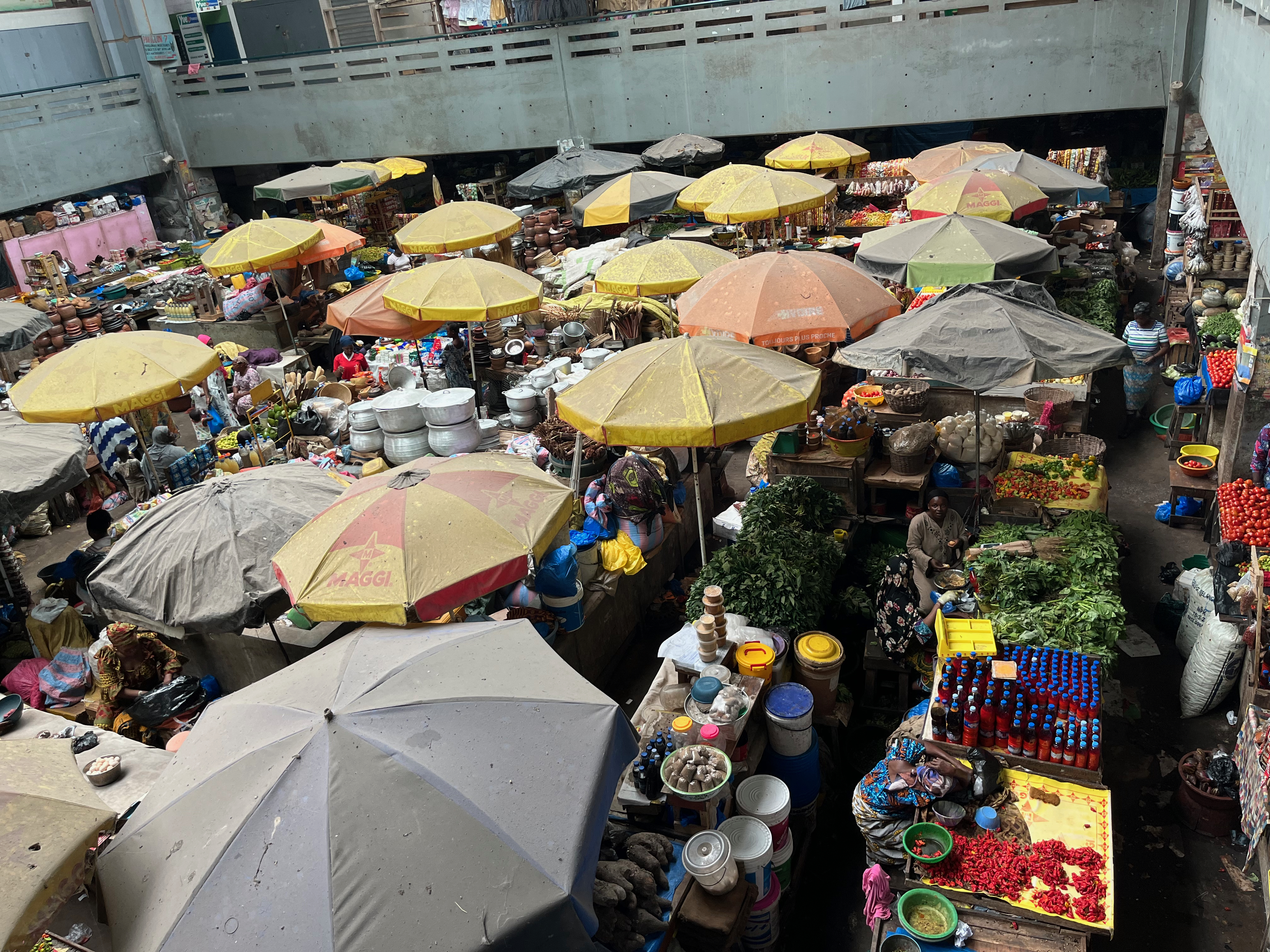
Le marché de Treichville

- Gare de la RAN, aujourd'hui Sitarail (départ de la ligne qui conduit jusqu'à Ouagadougou, au Burkina Faso).

## Économie

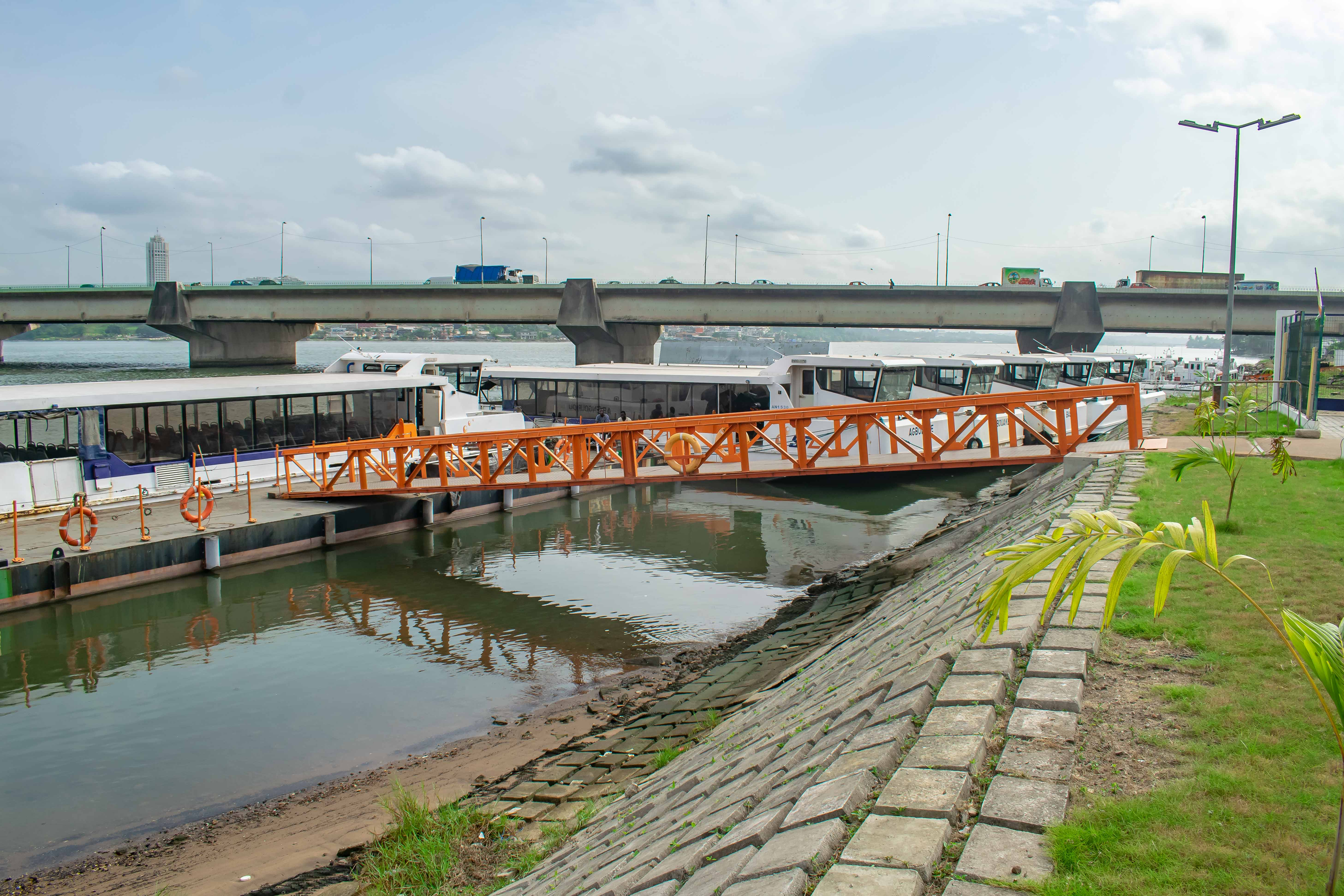
Ponton d'un quai de gare lagunaire, avec le pont Charles-de-Gaulle à l'arrière-plan.

Depuis la construction du Port autonome d’Abidjan en 1950 sur le territoire de la commune, celle-ci s’est imposée comme un pôle de développement important de l’industrie en Côte d’Ivoire. La commune regroupe ainsi plusieurs des plus grandes entreprises industrielles en Côte d’Ivoire : les Grands Moulins d'Abidjan, SOLIBRA, UNILEVER, SARI, CASTELI, etc.

## Culture
La fête de génération chez les Ébrié Tchaman constitue un évènement majeur pour la commune. Elle consiste en une série de processions de jeunes initiés, à travers les rues de la commune. Ces jeunes doivent exécuter autour de leur chef une danse guerrière.

## Transport
La commune possède 1 gare ferroviaire, 1 gare lagunaire et de nombreuses gares routières.
Treichville est desservie par les trains de la ligne d'Abidjan à Ouagadougou et possède deux gares :
- Gare de Bassam
- Gare de Treichville[6]

## Jumelages
La commune est jumelée avec :
- Kumasi au Ghana

## Personnalités
- Thérèse Aya N'Dri Yoman (1954-), professeure agrégée de médecine et femme politique, est née à Treichville.
- Yili Nooma (1980-), musicienne burkinabè, est née à Treichville.
- François Zahoui (1961-), footballeur international ivoirien, est né à Treichville.
- Abdourahmane Cissé (1981), homme politique ivoirien, est né à Treichville..
- Yodé & Siro, groupe de zouglou ivoirien.
- Amie Kouamé, entrepreneuse, est née à Treichville.
- Zohoré Lassane, fondateur du journal humoristique "Gbich!" et Président des éditeurs de presse.